# Yélenovskoye (Adiguesia)
Yélenovskoye (del ruso: Еленовское) es un pueblo (selo) del raión de Krasnogvardéiskoye en la república de Adiguesia de Rusia. Está situado 10 km al este de Krasnogvardéiskoye y 63 km al noroeste de Maikop, la capital de la república. Tenía 2 605 habitantes en 2010
Es centro administrativo del municipio homónimo, al que pertenecen asimismo Doguzhiev, Pustosiólov y Sarátovski.

## Historia
El jútor Yélenovka fue fundado en 1881. En 1888 se le concedió el grado de seló, por lo que pasó a conocerse con el nombre actual.

## Economía
La principal industria de la localidad es la fábrica de pienso compuesto Krasnogvardeiski. La principal actividad económica es la agricultura. En la población hay una fábrica de ladrillos.

## Personalidades
- Iván Yesin (1906-1968), militar soviético, caballero de la Orden de la Gloria.
- Nikolái Sheveliov (1965-2000), teniente coronel ruso, Héroe de la Federación Rusa.